# Tom Byrom
Tom Byrom (17 tháng 3 năm 1920 – tháng 11 năm 1997) là một cầu thủ bóng đá người Anh, thi đấu ở vị trí wing half ở Football League cho Tranmere Rovers.